# Brendan Steele

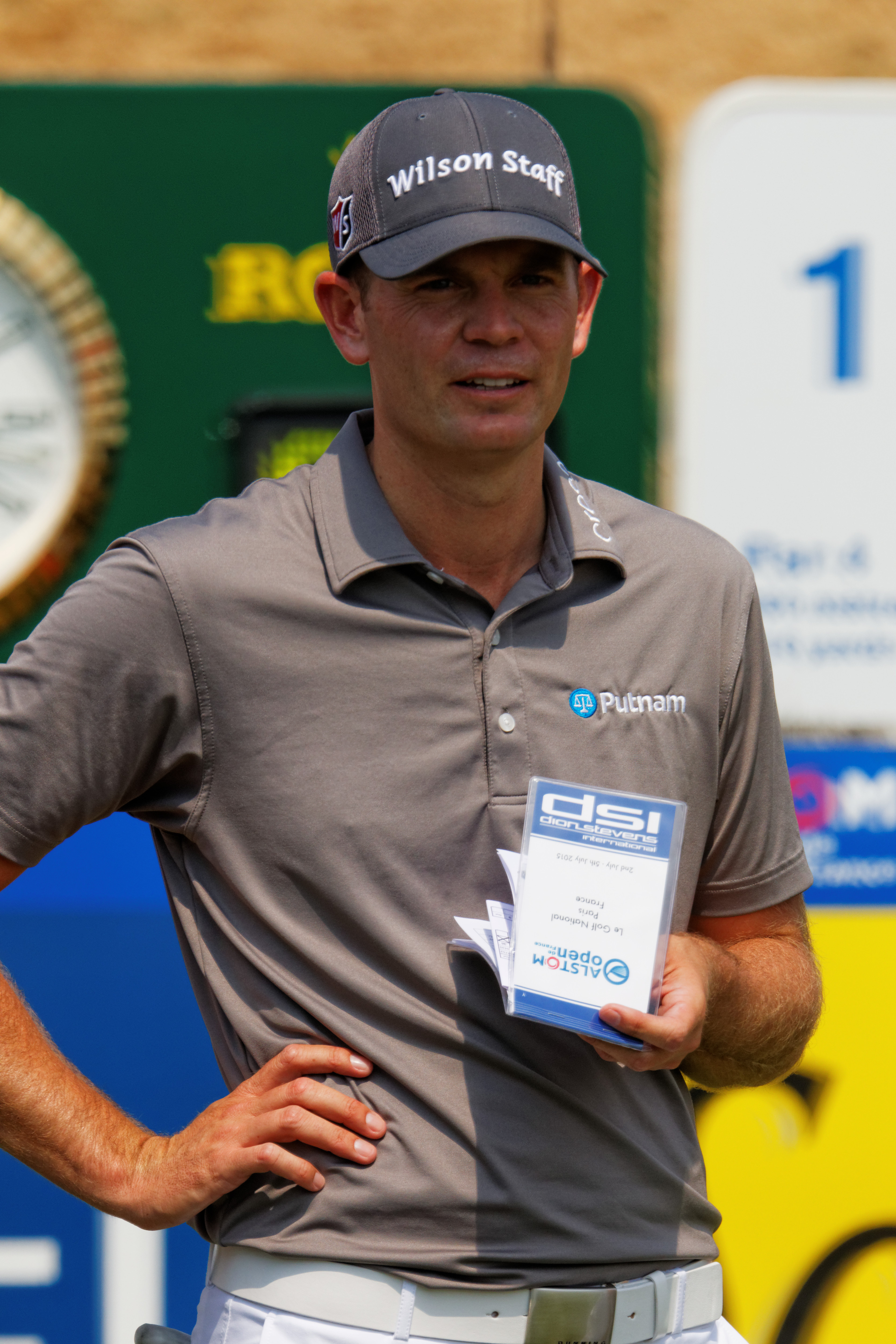
Brendan Steele, 2015.

Brendan Dean Steele, född 5 april 1983 i Idyllwild i Kalifornien, är en amerikansk professionell golfspelare som spelar för Liv Golf. Han har tidigare spelat bland annat på PGA Tour, Nationwide Tour och PGA Canadian Tour.
Steele har vunnit tre PGA-vinster och en Nationwide-vinst. Hans bästa resultat i majortävlingar har varit en delad nionde plats vid 2022 års PGA Championship. Steele slutade också delad sjätte plats vid 2017 års The Players Championship.
Han studerade vid University of California, Riverside och spelade för deras idrottsförening UC Riverside Highlanders.